# جو (قرية بحرينية)
قرية جو هي قرية بحرينية، وفي اللغة هي ما اتسع من الوديان أو المنطقة المحصورة بين الأرض والسماء وتطلق كذلك على الأرض المنخفضة كثيرة العشب والخضرة، وجاء في قاموس «مختار الصحاح» الجو وتعني ما اتسع من الأودية وهي كذلك فهى ملتقى ثلاثة أودية كبيرة: الوادي الغزير من الشمال ووادي عين الشيوخ من الجنوب ووادي بركة بن نيّم من الوسط، وجو اسم عربي خالص يستخدمة رجال البادية كثيراً لما أحبوه في الجواء أو الجويات من مرعى خصب لإبلهم وسقاء ومورد يردون منه الماء، وهناك في المملكة العربية السعودية أكثر من ثلاثمائة موقع لنفس الاسم منهم عيون الجواء وجو خباري وضحى وجو سمين وجو غانم وجو ساقان وجويات الهمل وغيرها، وهناك جويات في قطر، وكذلك في البحرين منهم جو العمرو وجو الصخير بالإضافة إلى جو، وفي الإمارات جوّ اسم لواحة البريمي ومدينة العين مجتمعتين والتي فيها عاش شيوخ أبوظبي ومنهم الشيخ زايد بن سلطان آل نهيان.
تقع جـوّ في بداية الجزء الجنوبي على الساحل الشرقي لجزيرة البحرين وتعتبر قرية جو النقطة الأقرب إلى ساحل شبه جزيرة قطر  والزبارة بشكل خاص كما يقول «المستر بلجريف» في كتابه «البحرين ترحب بكم».
ويوجد في جـوّ العديد من آثار حضارتها القديمة من برك وآبار وقلاع ومساجد وآثار، إلّا أن جميع هذه الآثار مهملة وتحتاج إلى عناية.
"جو" الي هو Jaww, 
is the ancestral home of the Al-Romaihi Trbe (الرميحي)

## خارطة جو
- خارطة جو من ويكيمابيا